# Picoides
Picoides är ett släkte inom underfamiljen egentliga hackspettar. Efter nyligen utförda DNA-studier begränsas släktet numera till att vanligen omfatta endast tre arter som förekommer i holarktis.

## Arter inom släktet
Idag omfattar släktet Picoides vanligen följande tre till fyra arter:
- Tretåig hackspett (Picoides tridactylus)
  - P. [t.] funebris – urskiljs som egen art av BirdLife International
- Vedspett (Picoides dorsalis) — behandlas ibland som underart till tridactylus
- Svartryggig hackspett (Picoides arcticus)

Tidigare inkluderades en rad amerikanska hackspettar i släktet. DNA-studier visar dock att de inte är nära släkt med typarten för Picoides, tretåig hackspett. Istället placeras de numera i Dryobates och Leuconotopicus alternativt ett expanderat Dryobates. Picoides i sin nuvarande form står närmast små asiatiska hackspettar tidigare i Dendrocopos. Dessa lyfts nu istället ut till det egna släktet Yungipicus eller inkluderas i Picoides.